# Виенски конгрес
Виенският конгрес (1 октомври 1814 г. – 9 юни 1815 г.) е международен конгрес, провел се във Виена, Австрийска империя и установил европейското статукво след Наполеоновите войни. 

## Същност и значение
Решенията на този конгрес са взети от четири Велики сили – Прусия, Русия, Австрия и Великобритания. На Франция е позволено да вземе участие във вземането на решения поради силната ѝ дипломация. Дискусиите са се водят не както е обичайно - на пленарни заседания, а на неофициални заседания между Великите сили, което дава повод да се твърди, че технически Виенският конгрес никога не се е състоял. Повод за свикването му е разгромът, който претърпява Наполеонова Франция предишната пролет, но преговорите не са преустановени и в периода на Стоте дни (временното й възстановяване от Наполеон Бонапарт от 20 март до 22 юни 1815 г.) Заключителното становище на Конгреса е подписано 9 дни преди поражението му при Ватерло.
Виенският конгрес има за цел преначертаването на политическата карта на Европа и признаване на правото на законните (легитимни) династии, с идеята за уравновесяване на силите, за да се избегнат бъдещи войни и революции. Определя държавните граници в Европа след Наполеоновите войни, с изключение на тези на Франция, тъй като те вече са определени с Парижкия договор от 30 май 1814 г. По силата на този договор (и потвърдено на конгреса) присъединените от Франция в периода 1795 – 1810 г.  територии вече не са нейна собственост.
Редът, създаден от конгреса, се запазва в общи линии до 1848 г., когато се случва т.нар. Пролет на народите.  Виенският конгрес бил често критикуван е историците на 19 век (както и някои по-съвременни) за това, че е пренебрегнал националните и либерални стимули, както и че е създал „горещи“ точки на континента. Същата критика е изказана от опозицията на вигите в Англия, веднага след приключването на Конгреса. Виенският конгрес е съществена част от т.нар. Консервативен ред (The Conservative Order), при който мирът и стабилността са постигани с цената на свободата и гражданските права, свързани с Френската революция. През 20 век обаче много историци смятат, че Конгресът е свършил добра работа, и е предотвратил глобална война за близо сто години (1818 – 1917). Между тях е и Хенри Кисинджър, чиято дисертация е върху Виенския конгрес.

## Представители
Конгресът се председателства от австрийския държавник Клеменс Венцел фон Метерних.  
Великобритания е представена първоначално от своя външен министър лорд Касълрей, след февруари 1815 г. – от херцог Уелингтън, а през последните седмици – от лорд Кланкарти, тъй като Уелингтън поема командването на английската армия срещу Наполеон. Австрия - от принц Клеменс фон Метерних, по това време външен министър, и неговият заместник – барон Васенберг. Прусия - от принц Карл Август фон Харденберг, канцлер, и Вилхелм фон Хумболт, дипломат и учен. Въпреки че официалната делегация на Русия е водена от външния министър граф Неселроде, император Александър I играе ролята на своя собствен външен министър. 
Франция на Луи XVIII е представена от своя външен министър, Шарл Морис дьо Талейран (Talleyrand-Perigord). Първоначално Великите сили имат намерение Франция да не взема участие в преговорите, но Талейран успява ловко да се вмъкне във вътрешните съвещания още в първите им седмици.
Явяват се и други делегации, но по-голямата част от работата се извършвала от тези на горните пет Велики сили, а от останалите - много по-малка част. По някои въпроси участие взимат представителите на Испания, Португалия и Швеция, а по немските въпроси – Хановер, Бавария и Вюртемберг. Домакинът на конгреса, император Франц II организира за тях грандиозни забави – празненства, балове и танцови забави. По този повод принц Де Лин казва: „Le Congres ne marche pas; Il danse.“ („Конгресът не върви, той танцува“).

## Териториални промени

### Полско-саксонска криза
Най-спорната тема на Виенския конгрес е т.нар. Полско-саксонска криза. Подялбите на Полша между Русия, Австрия и Прусия през 1772, през 1793 и 1795 г. я премахват от картата на Европа и големият проблем пред конгреса е дали да възстанови полската държавност. Руско-пруското предложение по въпроса е голяма част от владенията на Прусия и Австрия в Полша да преминат във владение на Русия и така да се създаде независимо Полско кралство, което да е в съюз (лична уния) с Русия, а Александър I да бъде негов цар. Прусия следва да получи в компенсация цяла Саксония, за чийто крал се смята, че е загубил своя престол, тъй като не изоставил достатъчно бързо подкрепата си за Наполеон. Този план не е одобрен от другите 3 основни Велики сили и по идея на Талейран подписват тайно споразумение на 3 януари 1815 г. срещу него. В крайна сметка решенията на конгреса пренебрегват възстановяването на полската държава. Русия получава по-голямата част от Наполеоновото Варшавско княжество като „Полско царство“ (наречено „Конгресна Полша“), но без Познан и областта му (Велико херцогство Познан), дадени на Прусия, както и без Краков, който става независим град. Полското царство попада във васална зависимост на Русия, въпреки че според конгресните решения Русия се задължава да спазва някаква форма на представително управление в полските територии. На Прусия са дадени 40% от Саксония (по-късно известна като област Саксония), като остатъкът е върнат на краля на Саксония Фридрих Август I.

### Германски съюз
Прусия, която се сдобива с херцогство Вестфалия, Северен Рейнланд (Rhineland) и Шведска Померания, като с тези придобивки населението ѝ нараства на около 11 млн. души. Близо 300-те държавици, останали от Свещената Римска империя, са превърнати в много по-лесно управляеми 30 държави. Това решение укрепва Германия в хлабава немска конфедерация, оглавявана от Прусия и Австрия, наречена Германски съюз.

### Други промени
Представителите на Конгреса се съгласяват и на много други териториални промени. 
Норвегия е прехвърлена от Дания на Швеция. Било създадено голямо Обединено кралство Нидерландия за принц Орански, включително Обединените провинции и бившите територии, владени от австрийците, в Южна Нидерландия. На Виенския конгрес е създадено и Кралство Белгия като самостоятелна държава в Австрийска Нидерландия. Имало и други, по-маловажни териториални решения, включително големи териториални придобивки за немските кралства Хановер и Бавария, както и признаването на португалските претенции към областта Оливенца (Olivenza).
Австрия се сдобива с Кралство Ломбардия-Венеция в Северна Италия; Великото херцогство Тоскана, Херцогство Модена и Херцогство Парма - в същата област -  попаднат също под управлението на Хабсбургите. Папа Пий VII си възвръща Папската област. Кралство Пиемонт-Сардиния получава обратно своите континентални владения и поема управлението на Република Генуа. В Южна Италия на Йоахим Мюра (Joachim Murat) отначало е разрешено да задържи Кралство Неапол, но след като той оказва помощ на Наполеон Бонапарт по време на неговите Сто дни, все пак е детрониран, и на престола отново се възкачва Фердинанд IV Неаполитански от династията на Бурбоните.

## Свещен съюз
Свещеният съюз не e пряко част от споразуменията на Конгреса, но се свързва с него. Според него европейските суверени се задължават да се придържат към християнските принципи. 
Макар и осмян от много от държавниците на Конгреса (Касълрей го нарича „късче възвишен мистицизъм и абсурд“, а Метерних – „гръмогласно нищо“), почти всички европейски суверени се съгласяват да го подпишат (изключение прави папата, понеже смята мнозина от тях за еретици). Отказват и султанът на Османската империя (като мюсюлмански владетел) и принца-регент на Обединеното кралство, който не може да се съгласи с договор, който не включва намесата на правителството (все пак той се подписва в ролята си на регент на Хановер). По-късно Свещения съюз е свързван с реакционните движения в Европа и най-вече - с политиката на Метерних.